# European Journal of Medicinal Chemistry
European Journal of Medicinal Chemistry — щомісячний рецензований науковий журнал, що висвітлює проблеми медичної хімії та видається Elsevier. Журнал засновано 1966 року під назвою Chimica Therapeutica, сучасну назву отримав у 1974 році. З 1974 по 1981 рік журнал все ще мав підзаголовок Chimica Therapeutica, а з 1982 по 1986 рік — Chimie Therapeutique, який вказував на його французьке походження. Зараз журнал видається Французьким товариством терапевтичної хімії.
Журнал висвітлює дослідження з усіх аспектів медичної хімії та публікує оригінальні статті, лабораторні замітки, короткі або попередні повідомлення, а також оглядові статті на замовлення редакції.
European Journal of Medicinal Chemistry є реферованим та індексованим у Index medicus та MEDLINE з 2000 року

## Зовнішні посилання
- Офіційний сайт